# Saidinha de banco
A expressão saidinha de banco refere-se a uma modalidade de crime que consiste no assalto ou furto realizado logo após a vítima sacar uma quantia, na maior parte das vezes elevada, dos bancos e/ou caixas eletrônicos. A alta incidência desse tipo de crime fez com que ele chegasse a se tornar tema de reuniões da Federação Nacional dos Bancos (FENABAN).
| “ | Queremos discutir com os bancos medidas concretas para combater esse golpe, que começa dentro das agências e postos de atendimento dos bancos e tem causado mortes, feridos, pessoas traumatizadas e sensação de insegurança. | ” |

## Medidas preventivas
Dentre as medidas adotadas a fim de evitar a ocorrência das "saidinhas de banco" está a proibição do uso de celulares no interior das agências bancárias; medida já adotada em diversas agências do estado de São Paulo. Em cidades brasileiras como Contagem, em Minas Gerais, as saidinhas de banco fizeram com que fosse sancionada uma lei sobre o tema, multando estabelecimentos como bancos de casas lotéricas que não instalarem câmeras de vigilância em sua área externa.